# Djamel Mesbah
Djamel Eddine Mesbah (Zighoud Youcef, 9 de outubro de 1984) é um futebolista argelino que atua como Lateral  Esquerdo. Atualmente, joga pelo Crotone.

## Carreira
Mesbah representou o elenco da Seleção Argelina de Futebol no Campeonato Africano das Nações de 2013, 2015 e 2017.

## Títulos
Basel
- Campeonato Suíço: 2004-05